# Noelia Cobo García
Noelia Cobo García (Barcelona, 18 de diciembre de 1981) es una artista española especializada en escultura.  

## Trayectoria
En 2005 se licenció en Bellas Artes en la Universidad de Barcelona, y se doctoró en 2016 por la Universidad de Granada. Compagina su actividad artística con la investigación y la docencia.
Su especialidad es la escultura con ciertas connotaciones simbólicas. Plantea una visión metafísica de la  escultura como un arte de sustitución. La búsqueda de un lenguaje propio a través de formas inéditas alimenta sus creaciones plagadas de volúmenes imaginarios y vitales, respetando las cualidades intrínsecas de la materia.
Ha participado en numerosas exposiciones individuales y colectivas en centros como el Museo de Arte Contemporáneo de Aoya (Japón), el Museo Pablo Serrano, el Lynne Fine Art Gallery (Scottsdale, Arizona), el Crucero del Hospital Real (Granada, España) o el Museo del Molino de Papel de Capellades (Barcelona).
Destaca en 2010 su participación en el I Encuentro de Arte Rural de Jaén, y en 2011 en el VII Certamen La Casa de Andalucía de Sardañola del Vallés.
En 2011, recibió el Premio a la Creación Artística Alonso Cano, VII Certamen La Casa de Andalucía. Cerdanyola del Vallés, Barcelona, España, 2011 otorgado por la Universidad de Granada, por su obra escultórica Amsara. Se trata de una pieza vertical donde la creadora hace uso de diferentes materiales, como el mármol de Carrara y la piedra de Ulldecona, con los que consigue distintos acabados y texturas dotando a la obra de un marcado carácter orgánico.